# 臺日外交、防衛政策意見交流會
臺日外交、防衛政策意見交流會，簡稱臺日執政黨2+2會談，是2021年起由中華民國和日本的時任執政黨「民主進步黨」與「自由民主黨」間的政党交流活動，比照美日外長、防長「2+2部長對話」的模式，由雙方黨幹部及国会议员各派出兩名代表與談；會談內容則包括台日間經濟議題、區域安全等等。

## 背景
鑒於中國大陸和台灣之間日益緊張的關係，自民黨於2月在其外交部門下成立了一個項目小組，負責研討日本和台灣的關係。在6月提交的建議中，此項目小組呼籲執政黨政府應加強與台灣之間的關係。是次會談最初邀請由日方向台灣民進黨提出，主要探討兩國安保問題，並以視頻會議的形式進行。其次為討論如何促進台日交流。該次會談雖在名義上並非由兩國官方之間的直接會談，但也被認為是“執政黨之間2＋2安全對話”。本次会谈也是自1972年中日断交以来，两国执政党官方之间的首次安全会谈。

## 歷次會談

### 第一次會談
2021年8月27日台湾当地时间下午1点（日本当地时间下午当地时间2点），民進黨由国际部主任、立委罗致政和立法院外交及國防委員會委員蔡适应出席，自民黨則以外交部會會長、参议员佐藤正久和国防部会会长、众议员大塚拓為代表，各在其党中央进行连线，历时一个半小时。該次會談主題為「外交．國防2加2會議」，因此又被稱為「臺日外交、防衛政策意見交流會」；该次会谈不对外开放。自民党在会谈桌上放置两国国旗，民进党则放置党旗。以下部分讨论事宜由民进党会后记者会发言转述：；
探讨台日强化合作之可能性
首先由自民党代表佐藤正久开场：佐藤表示，日台在经贸、安全保障方面都有一定程度的交流，然而在官方的正式交流上仍有限制，本次会谈希望能通过两国国会议员之间的交流，强化双边合作关系。佐藤正久认为，鉴于中国片面改变区域现状，台日双方应就安全方面加强关系，并表示希望能持续进行这类交流。
参议员大冢拓随后发言表示，日台同样位处东海附近、同样面对中国，是命运共同体。近期中国军事力量大幅提升，不再掩饰其意图，造成区域不稳定，影响世界秩序。日本防卫政策向来变化较小，但近来情势已不容忽视，日前自民党国防部会已提出强化政策的建言，日本政府也认真看待，并增加相关经费，希望借此提供吓阻力，避免区域不稳定。
罗致政在会后记者会表示，这次会谈并没有讨论中国大陆当局可能的反应，并认为“[...]台日对话有必要迫切性，中国可能干扰因素没有提起。并认为“中国对台湾所拓展的任何外交关系的努力都会反对的，甚至去阻挠、破坏，这不意外，但是台湾作为一个主权独立国家，我们有权利去推动跟所有国家的双边、多边的合作关系。”
经贸与军事方面
罗致政表示“台湾参与CPTPP这样的目标，日方有承诺要来协助台湾加入，中国要干扰的因素一直都存在，所以我们一致同意希望，这样的对话能够持续。”立委蔡适应认为，双方有共识鉴于彼此周边海域相通，未来能在海巡业务包括海上救难、海巡配合操演，人道服务等方面进一步深度交流。罗致政认为台日双方应增加国防预算、防务，并认为应着重探讨签订相关海巡协定的可能性。罗致政提到，台日雙方同意加強並推動經濟合作；如半導體產業等。日方也對台灣參加與CPTPP表態全力支持。會中亦有提及美、日、台三方就未來合作的可能性。

### 第二次會談
2021年12月24日，兩黨舉行第二次會談，主題為「外交．經濟安保2加2會議」，聚焦於CPTPP與半导体供應鏈方面的合作。雙方與會代表與第一次相同。

### 第三次會談
2023年3月21日，距離上次會談時隔兩年後，民進黨再由立委羅致政、郭國文與會自民黨則派出外交部會長堀井巖與國防部會長國場幸之助兩名國會議員。此次會議首度改為實體舉行，地點位於臺北市民進黨中央黨部，會談主題依舊以安保、CPTPP等為主，並維持閉門會談的形式。

### 第四次會談
2023年7月27日，台日2+2會談首度移師东京的自民黨本部舉行，雙邊與會者仍為前次代表。據羅致政轉述，本次會談雙方就當前印太地區安全情勢交換看法，也提及雙方可以合作的地方；同時日方也想了解各政黨總統參選人的國安政策。另外，由於先前民眾黨總統參選人柯文哲訪日時，曾表示自民黨參議院幹事長世耕弘成當面向其表示「臺灣不可能加入CPTPP」，此次與會的立法委員郭國文也特地拜訪世耕參議員，並獲世耕澄清「日方立場就是歡迎臺灣加入，沒有『不可能』的事情」。

### 第五次會談
2024年8月21日，台日2+2會談第五度於自民黨總部舉行，民進黨方面由立委郭國文、沈伯洋代表出席，自民黨則由眾議員藤井比早之、黃川田仁志代表與會。此次是賴清德政府上任後首次會談，除了再度針對協助臺灣加入CPTPP問題討論之外，也談及台日官方接觸層級問題、海上安全合作以及認知作戰等議題。由於日本即將選出新首相，訪團也希望藉此機會多觀察。

## 各界反應

#### 中華民國
中華民國外交部發言人歐江安表示，樂見台灣政黨與理念相近國家的主要政黨與國會議員互動往來，但外交部基於行政中立，對政黨間交流的內容和活動沒有評論。民主進步黨官方社交媒體推特賬號於27號發文對這次會談表示肯定；“對於自民黨實現這次台日外交及防衛問題懇談會表示感謝。自過去以來，台日之間在各領域都有深厚的情誼，通過這次交流，我們在兩國都十分重視的外交和安全方面的交流都得到了深化”。

#### 中华人民共和国
中華人民共和國外交部發言人華春瑩於8月19日的例行記者會被鳳凰衛視記者問及此事，華春瑩對此回應道：“我注意到有关报道。台湾是中国的一部分，中方坚决反对建交国同台湾进行任何形式的官方往来。台湾问题事关中日关系政治基础。日方在台湾问题上对中国人民负有历史罪责，尤须谨言慎行。我们严肃敦促日方重新审视有关考虑，不得以任何形式干涉中国内政，不得以任何形式向“台独”势力发出错误信号。”